# Nickhautschürze
Die Nickhautschürze ist ein chirurgisches Verfahren in der tierärztlichen Augenheilkunde, bei dem die Nickhaut durch eine Naht am Oberlid befestigt wird. Sie dient zur Abdeckung oberflächlicher Hornhautdefekte oder einer bullösen Keratopathie und hat damit die Funktion einer Verbandslinse. Bei tiefen Horhautgeschwüren, Descemetozele oder Hornhautperforationen ist sie kontraindiziert, da der Druck auf die geschwächte Hornhaut die Gefahr eines Durchbruchs erhöht.
Beim Anlegen der Nickhautschürze wird eine Nadel-Faden-Kombination durch das Oberlid geführt. Die Nickhaut wird mit einer Pinzette vorverlagert und die Nadel unter dem Stiel des T-förmigen Nickhautknorpels durchgeführt. Dabei sollte die augenseitige Wand der Nickhaut nicht durchstochen werden, um ein Reiben des Fadens auf der Hornhaut zu umgehen. Anschließend wird der Faden wieder durch das Oberlid geführt und die u-förmige Schlaufe angezogen. Der Knoten sollte durch einen Knopf oder ein Stückchen eines Infusionsschlauches gestützt werden, damit sie es nicht zu einer Drucknekrose des Oberlids kommt.
Eine Lidschwellung tritt häufig auf. Der Patient sollte regelmäßig überwacht werden, insbesondere auf Schmerzhaftigkeit des Auges, da die Hornhaut nicht mehr einsehbar ist und eine Verschlechterung des Hornhautproblems unerkannt bleiben kann. Komplikationen sind eine Deformation des Nickhautknorpels, Lidnekrosen oder ein persistierender Nickhautvorfall.